# Dwarkanath Kotnis
Dwarkanath Shantaram Kotnis, dewanagari द्वारकानाथ शांताराम कोटणीस, trl. Dvārkānāth Śāṁtārām Koṭṇīs (ur. 10 października 1910 w Solapurze w stanie Maharasztra, zm. 9 grudnia 1942) – indyjski lekarz, uczestnik wojny chińsko-japońskiej.
W 1930 roku ukończył medycynę na G.S. Medical College na Uniwersytecie w Bombaju.
Wraz z M. Atalem, M. Cholkarem, B. K. Basu i D. Mukerji był członkiem pięcioosobowej hinduskiej misji medycznej, wysłanej do Chin w 1938 roku przez Jawaharlala Nehru na prośbę Zhu De.
W listopadzie 1941 roku poślubił chińską pielęgniarkę Guo Qinglan. Miał z nią syna, który otrzymał imię Yinhua, co po chińsku oznacza „Indie i Chiny”. W 1942 roku wstąpił do Komunistycznej Partii Chin.
Zmarł nagle 9 grudnia 1942 na skutek ataku epilepsji. Na motywach jego biografii w 1946 roku powstał indyjski film Dr Kotnis Ki Amar Kahani, zaś w 1982 roku chiński film Dr D S Kotnis.
Po śmierci stał się ikoną chińsko-indyjskiej przyjaźni. Jest tradycją, że podczas wizyty w Indiach przewodniczący ChRL lub premier spotyka się z rodziną Kotnisa.